# 20e étape du Tour de France 2025
Pour un article plus général, voir Tour de France 2025.
La 20e étape du Tour de France 2025 se déroule le samedi 26 juillet 2025 entre Nantua et Pontarlier, sur une distance de 184,2 kilomètres.

## Parcours de l'étape
L’avant-dernière étape du Tour relie Nantua à Pontarlier sur un parcours vallonné de 184,2 km tracé à travers les reliefs du Jura. Dès les premiers kilomètres, les coureurs affrontent le col de la Croix de la Serra (12,1 km à 4,1 %), qui pourrait lancer les premières offensives. Le tracé, usant et accidenté, se prête aux initiatives lointaines. Dans le dernier tiers de l’étape, la côte de Thésy (3,6 km à 8,9 %) pourrait servir de tremplin à l’échappée décisive. Le final est marqué par une succession de petites côtes qui exigent de l’endurance et de la résistance. Cette étape représente une ultime chance pour les baroudeurs de briller avant l’arrivée à Paris. L’arrivée est jugée sur la rocade Georges Pompidou à Pontarlier, au terme d’une ligne droite finale de 150 mètres, sur une chaussée large.

## Déroulement de la course
160 coureurs prennent le départ de cette avant-dernière étape. Le Danois Kasper Asgreen est le premier attaquant du jour. Alors qu'il compte 18 secondes d'avance, plusieurs hommes s'extraient du peloton et partent en contre, on y retrouve notamment Ben Healy et Jonas Abrahamsen. Asgreen est toujours seul en tête lorsque les coureurs qui ont tenté de le rejoindre sont repris par le peloton. À l'approche de la première difficulté de la journée, Wout van Aert et Julian Alaphilippe sortent du peloton, ils sont accompagnés par Tobias Foss et Arnaud Démare. Asgreen compte une quarantaine de secondes d'avance. Un peu plus tard, le groupe van Aert est repris par le peloton. Ben Healy tente de faire exploser le peloton afin de constituer une échappée. À 167 km de l'arrivée, Asgreen est repris, alors que la pluie fait son apparition. Dans l'ascension du Col de la Croix (12,1 km à 4,1%), trois coureurs partent à l'attaque, Harry Sweeny, Neilson Powless, et Raúl García Pierna. Le Belge Tim Wellens rejoint un peu plus loin les trois fuyards. Les quatre échappés ne restent pas très longtemps à l'avant de la course, ils sont repris par le peloton. C'est le Français Louis Barré qui passe en tête au sommet du col devant l'Espagnol Iván Romeo. Dans l'ascension de la côte de Valfin (5,7 km à 4,3%), Tim Willens récupère le seul point mis en jeu au sommet. On assiste à plusieurs attaques de coureurs, mais aucune échappée ne parvient à garder une avance conséquente sur le peloton. Toutefois trois hommes se retrouvent à l'avant, Matteo Jorgenson, Ewen Costiou et Tim Wellens, ils sont rejoints ensuite par d'autres coureurs, après le regroupement, ils sont treize à l'avant, le peloton pointe à une quarantaine de secondes des échappés. Dans l'ascension de la côte de Thésy (3,6km à 9%), le Français Jordan Jegat accélère et s'extrait du groupe de tête, alors que le peloton à l'arrière explose. L'Australien Harry Sweeny rejoint Legat. Au sommet, Sweeny passe en tête devant le Français. l'Australien se retrouve seul en tête devant le Français qui est repris par le premier groupe intercalé. Alors que la pluie est de retour, Sweeny possède 50 secondes d'avance sur le groupe Legat, le groupe Lenny Martinez est pointé à 3 mn 42 s, le peloton est à 5mn 20 s. À 26 km de l'arrivée, Sweeny est repris par ses poursuivants, ils sont dix à l'avant de la course. Le groupe de tête entame la dernière difficulté de la journée, la côte de Longeville (2,5 km à 5,5%). À l'approche du sommet, l'Espagnol Iván Romeo place une accélération suivi par le Français Romain Grégoire lequel passe en tête au sommet. Dans la descente les deux coureurs chutent, cela permet à trois coureurs de se porter à l'avant de la course, Frank van den Broek, Kaden Groves et Jake Stewart. Après une puissante accélération, Groves prend le large, le Britannique se dirige tout droit vers son premier succès sur le Tour de France, il passe la ligne d'arrivée avec 54 s d'avance sur van der Broek.

## Galerie dans la côte de Thésy

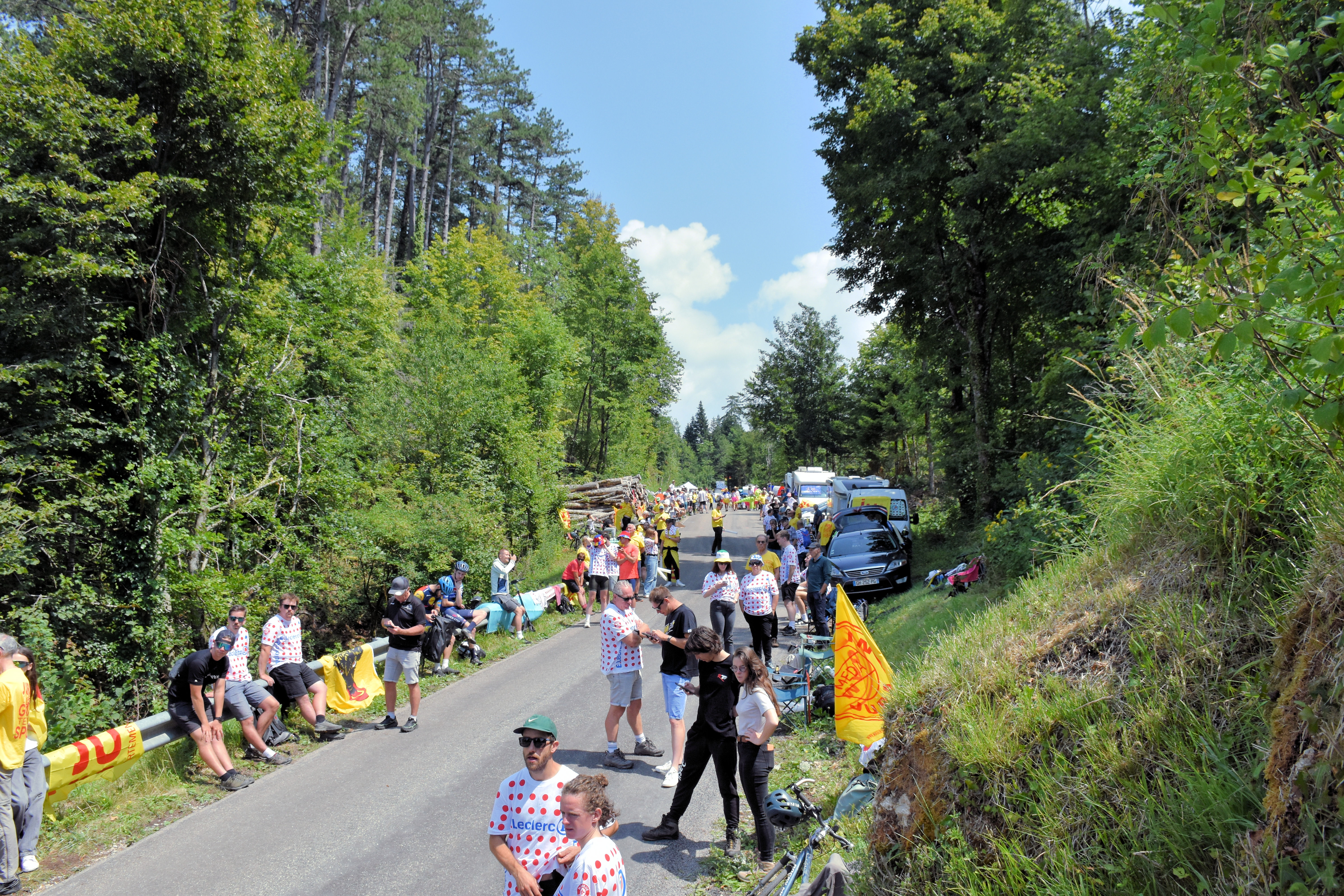
Spectateurs dans la côte de Thésy
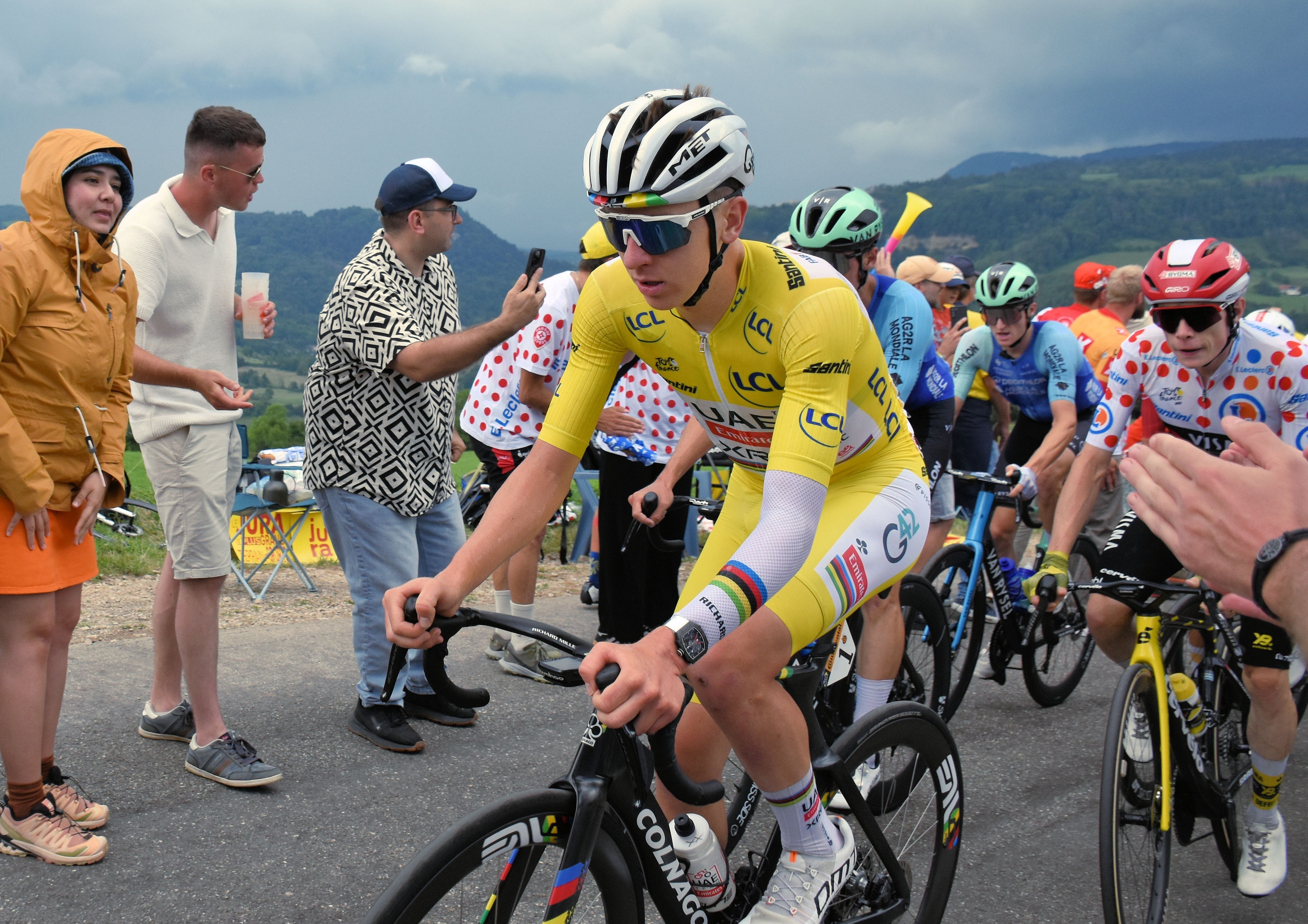
Tadej Pogačar, Maillot jaune 2025
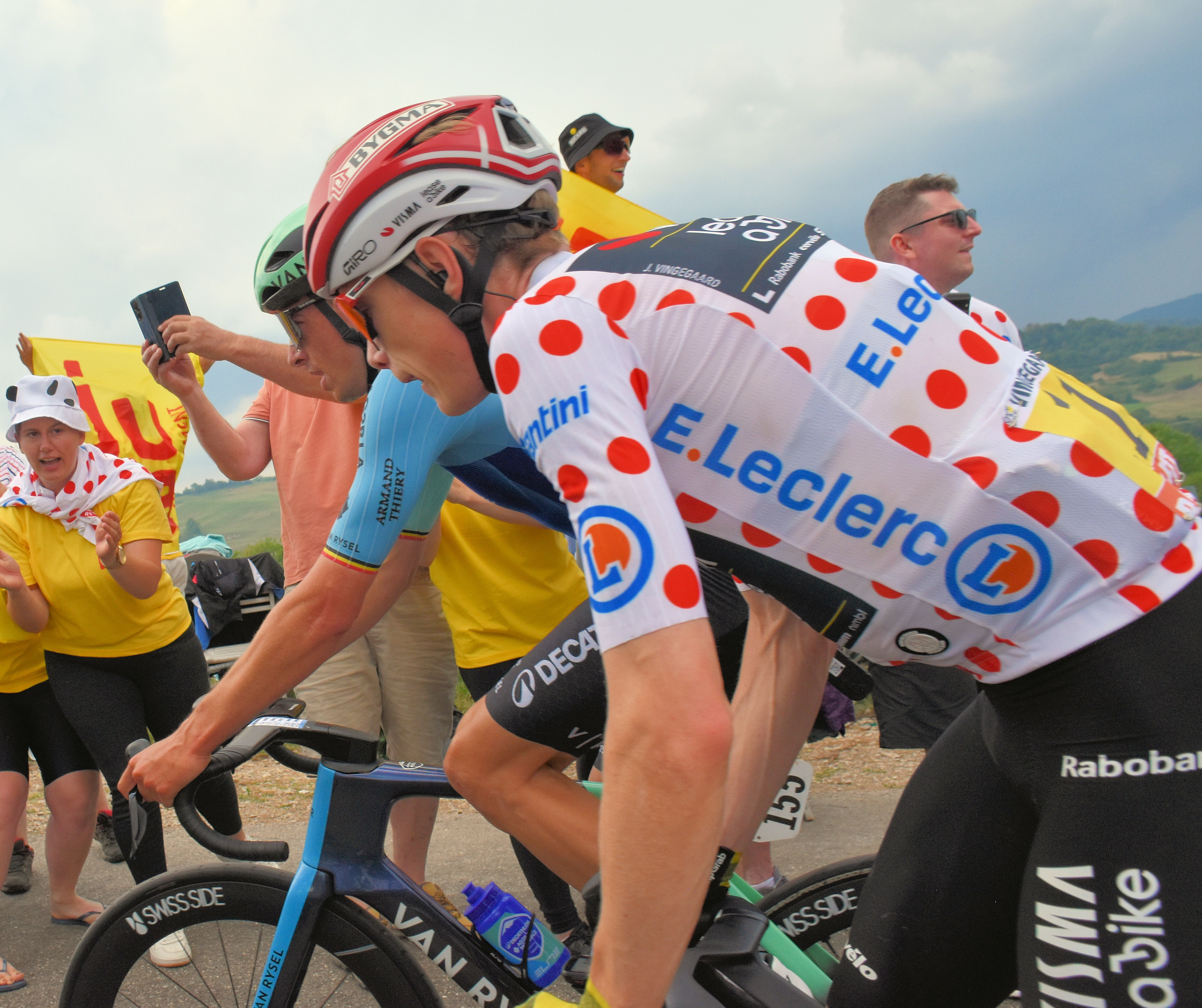
Jonas Vingegaard, 2e du Tour 2025
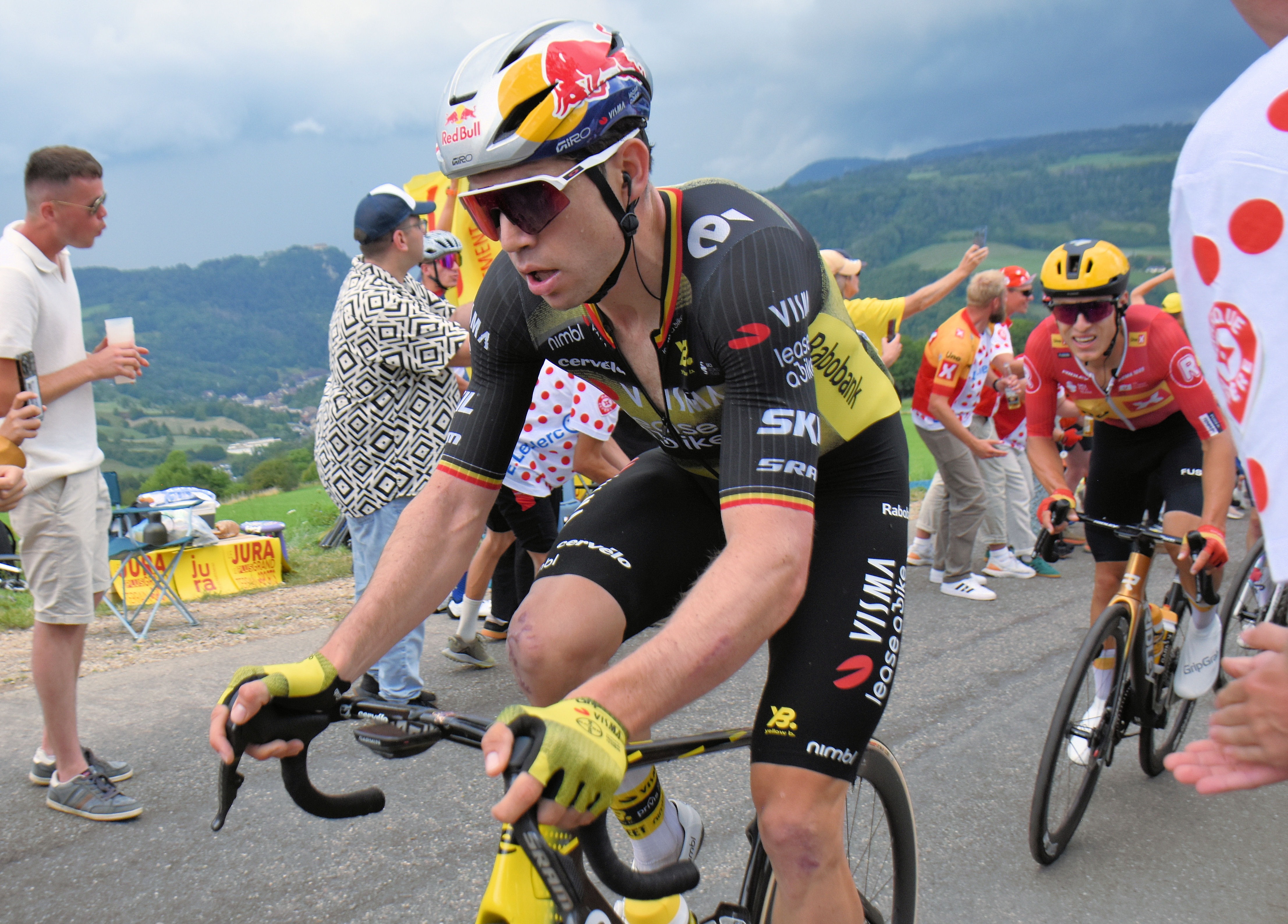
Wout van Aert, vainqueur de la dernière étape

## Résultats
Cette section présente les résultats et prix obtenus au cours de l'étape.

### Classement de l'étape
| Classement de la 20e étape | Classement de la 20e étape | Classement de la 20e étape | Classement de la 20e étape | Classement de la 20e étape |
|                            | Coureur                    | Pays                       | Équipe                     | Temps                      |
| -------------------------- | -------------------------- | -------------------------- | -------------------------- | -------------------------- |
| 1er                        | Kaden Groves               | Australie                  | Alpecin-Deceuninck         | en 4 h 6 min 9 s           |
| 2e                         | Frank van den Broek        | Pays-Bas                   | Picnic-PostNL              | + 54 s                     |
| 3e                         | Pascal Eenkhoorn           | Pays-Bas                   | Soudal Quick-Step          | + 59 s                     |
| 4e                         | Simone Velasco             | Italie                     | XDS Astana                 | + 1 min 4 s                |
| 5e                         | Romain Grégoire            | France                     | Groupama-FDJ               | + 1 min 4 s                |
| 6e                         | Jake Stewart               | Royaume-Uni                | Israel-Premier Tech        | + 1 min 4 s                |
| 7e                         | Jordan Jegat               | France                     | TotalEnergies              | + 1 min 4 s                |
| 8e                         | Tim Wellens                | Belgique                   | UAE Emirates XRG           | + 1 min 4 s                |
| 9e                         | Matteo Jorgenson           | États-Unis                 | Visma-Lease a Bike         | + 1 min 4 s                |
| 10e                        | Harry Sweeny               | Australie                  | EF Education-EasyPost      | + 1 min 4 s                |
| modifier                   |                            |                            |                            |                            |

### Bonifications en temps
|   | Coureur             | Pays      | Équipe             | Bonifications |
| - | ------------------- | --------- | ------------------ | ------------- |
| 1 | Kaden Groves        | Australie | Alpecin-Deceuninck | 10 s          |
| 2 | Frank van den Broek | Pays-Bas  | Picnic-PostNL      | 6 s           |
| 3 | Pascal Eenkhoorn    | Pays-Bas  | Soudal Quick-Step  | 4 s           |

### Points attribués
| Sprint intermédiaire Chaux du Dombief (km 72,3) | Sprint intermédiaire Chaux du Dombief (km 72,3) | Sprint intermédiaire Chaux du Dombief (km 72,3) | Sprint intermédiaire Chaux du Dombief (km 72,3) | Sprint intermédiaire Chaux du Dombief (km 72,3) |
| ----------------------------------------------- | ----------------------------------------------- | ----------------------------------------------- | ----------------------------------------------- | ----------------------------------------------- |
|                                                 | Coureur                                         | Pays                                            | Équipe                                          | Point(s)                                        |
| 1er                                             | Simone Velasco                                  | Italie                                          | XDS Astana                                      | 20                                              |
| 2e                                              | Pascal Eenkhoorn                                | Pays-Bas                                        | Soudal Quick-Step                               | 17                                              |
| 3e                                              | Frank van den Broek                             | Pays-Bas                                        | Picnic-PostNL                                   | 15                                              |
| 4e                                              | Romain Grégoire                                 | France                                          | Groupama-FDJ                                    | 13                                              |
| 5e                                              | Jordan Jegat                                    | France                                          | TotalEnergies                                   | 11                                              |
| 6e                                              | Harry Sweeny                                    | Australie                                       | EF Education-EasyPost                           | 10                                              |
| 7e                                              | Kaden Groves                                    | Australie                                       | Alpecin-Deceuninck                              | 9                                               |
| 8e                                              | Matteo Trentin                                  | Italie                                          | Tudor                                           | 8                                               |
| 9e                                              | Matteo Jorgenson                                | États-Unis                                      | Visma-Lease a Bike                              | 7                                               |
| 10e                                             | Iván Romeo                                      | Espagne                                         | Movistar                                        | 6                                               |
| 11e                                             | Jake Stewart                                    | Royaume-Uni                                     | Israel-Premier Tech                             | 5                                               |
| 12e                                             | Tim Wellens                                     | Belgique                                        | UAE Emirates XRG                                | 4                                               |
| 13e                                             | Ewen Costiou                                    | France                                          | Arkéa-B&B Hotels                                | 3                                               |
| 14e                                             | Brent Van Moer                                  | Belgique                                        | Lotto                                           | 2                                               |
| 15e                                             | Samuel Watson                                   | Royaume-Uni                                     | Ineos Grenadiers                                | 1                                               |
| modifier                                        |                                                 |                                                 |                                                 |                                                 |

| Arrivée d'étape Pontarlier (km 184,2) | Arrivée d'étape Pontarlier (km 184,2) | Arrivée d'étape Pontarlier (km 184,2) | Arrivée d'étape Pontarlier (km 184,2) | Arrivée d'étape Pontarlier (km 184,2) |
| ------------------------------------- | ------------------------------------- | ------------------------------------- | ------------------------------------- | ------------------------------------- |
|                                       | Coureur                               | Pays                                  | Équipe                                | Point(s)                              |
| 1er                                   | Kaden Groves                          | Australie                             | Alpecin-Deceuninck                    | 30                                    |
| 2e                                    | Frank van den Broek                   | Pays-Bas                              | Picnic-PostNL                         | 25                                    |
| 3e                                    | Pascal Eenkhoorn                      | Pays-Bas                              | Soudal Quick-Step                     | 22                                    |
| 4e                                    | Simone Velasco                        | Italie                                | XDS Astana                            | 19                                    |
| 5e                                    | Romain Grégoire                       | France                                | Groupama-FDJ                          | 17                                    |
| 6e                                    | Jake Stewart                          | Royaume-Uni                           | Israel-Premier Tech                   | 15                                    |
| 7e                                    | Jordan Jegat                          | France                                | TotalEnergies                         | 13                                    |
| 8e                                    | Tim Wellens                           | Belgique                              | UAE Emirates XRG                      | 11                                    |
| 9e                                    | Matteo Jorgenson                      | États-Unis                            | Visma-Lease a Bike                    | 9                                     |
| 10e                                   | Harry Sweeny                          | Australie                             | EF Education-EasyPost                 | 7                                     |
| 11e                                   | Matteo Trentin                        | Italie                                | Tudor                                 | 6                                     |
| 12e                                   | Ewen Costiou                          | France                                | Arkéa-B&B Hotels                      | 5                                     |
| 13e                                   | Davide Ballerini                      | Italie                                | XDS Astana                            | 4                                     |
| 14e                                   | Mike Teunissen                        | Pays-Bas                              | XDS Astana                            | 3                                     |
| 15e                                   | Jonas Abrahamsen                      | Norvège                               | Uno-X Mobility                        | 2                                     |
| modifier                              |                                       |                                       |                                       |                                       |

### Cols et côtes
| Col de la Croix de la Serra (km 24,7) 3e catégorie (12,1 km à 4,1 %) | Col de la Croix de la Serra (km 24,7) 3e catégorie (12,1 km à 4,1 %) | Col de la Croix de la Serra (km 24,7) 3e catégorie (12,1 km à 4,1 %) | Col de la Croix de la Serra (km 24,7) 3e catégorie (12,1 km à 4,1 %) | Col de la Croix de la Serra (km 24,7) 3e catégorie (12,1 km à 4,1 %) |
| -------------------------------------------------------------------- | -------------------------------------------------------------------- | -------------------------------------------------------------------- | -------------------------------------------------------------------- | -------------------------------------------------------------------- |
|                                                                      | Coureur                                                              | Pays                                                                 | Équipe                                                               | Point(s)                                                             |
| 1er                                                                  | Louis Barré                                                          | France                                                               | Intermarché-Wanty                                                    | 2                                                                    |
| 2e                                                                   | Iván Romeo                                                           | Espagne                                                              | Movistar                                                             | 1                                                                    |
| modifier                                                             |                                                                      |                                                                      |                                                                      |                                                                      |

| Côte de Valfin (km 45,1) 4e catégorie (5,7 km à 4,2 %) | Côte de Valfin (km 45,1) 4e catégorie (5,7 km à 4,2 %) | Côte de Valfin (km 45,1) 4e catégorie (5,7 km à 4,2 %) | Côte de Valfin (km 45,1) 4e catégorie (5,7 km à 4,2 %) | Côte de Valfin (km 45,1) 4e catégorie (5,7 km à 4,2 %) |
| ------------------------------------------------------ | ------------------------------------------------------ | ------------------------------------------------------ | ------------------------------------------------------ | ------------------------------------------------------ |
|                                                        | Coureur                                                | Pays                                                   | Équipe                                                 | Point(s)                                               |
| 1er                                                    | Tim Wellens                                            | Belgique                                               | UAE Emirates XRG                                       | 1                                                      |
| modifier                                               |                                                        |                                                        |                                                        |                                                        |

| Côte de Thésy (km 121,6) 2e catégorie (3,6 km à 8,9 %) | Côte de Thésy (km 121,6) 2e catégorie (3,6 km à 8,9 %) | Côte de Thésy (km 121,6) 2e catégorie (3,6 km à 8,9 %) | Côte de Thésy (km 121,6) 2e catégorie (3,6 km à 8,9 %) | Côte de Thésy (km 121,6) 2e catégorie (3,6 km à 8,9 %) |
| ------------------------------------------------------ | ------------------------------------------------------ | ------------------------------------------------------ | ------------------------------------------------------ | ------------------------------------------------------ |
|                                                        | Coureur                                                | Pays                                                   | Équipe                                                 | Point(s)                                               |
| 1er                                                    | Harry Sweeny                                           | Australie                                              | EF Education-EasyPost                                  | 5                                                      |
| 2e                                                     | Jordan Jegat                                           | France                                                 | TotalEnergies                                          | 3                                                      |
| 3e                                                     | Kaden Groves                                           | Australie                                              | Alpecin-Deceuninck                                     | 2                                                      |
| 4e                                                     | Ewen Costiou                                           | France                                                 | Arkéa-B&B Hotels                                       | 1                                                      |
| modifier                                               |                                                        |                                                        |                                                        |                                                        |

| Côte de Longeville (km 160,1) 4e catégorie (2,5 km à 5,5 %) | Côte de Longeville (km 160,1) 4e catégorie (2,5 km à 5,5 %) | Côte de Longeville (km 160,1) 4e catégorie (2,5 km à 5,5 %) | Côte de Longeville (km 160,1) 4e catégorie (2,5 km à 5,5 %) | Côte de Longeville (km 160,1) 4e catégorie (2,5 km à 5,5 %) |
| ----------------------------------------------------------- | ----------------------------------------------------------- | ----------------------------------------------------------- | ----------------------------------------------------------- | ----------------------------------------------------------- |
|                                                             | Coureur                                                     | Pays                                                        | Équipe                                                      | Point(s)                                                    |
| 1er                                                         | Romain Grégoire                                             | France                                                      | Groupama-FDJ                                                | 1                                                           |
| modifier                                                    |                                                             |                                                             |                                                             |                                                             |

### Prix de la combativité
- Harry Sweeny (EF Education-EasyPost)

## Classements à l'issue de l'étape
Cette section présente le classement général et les différents classements annexes à l'issue de l'étape.

### Classement général
| Classement général | Classement général | Classement général | Classement général         | Classement général  |
|                    | Coureur            | Pays               | Équipe                     | Temps               |
| ------------------ | ------------------ | ------------------ | -------------------------- | ------------------- |
| 1er                | Tadej Pogačar      | Slovénie           | UAE Emirates XRG           | en 73 h 54 min 59 s |
| 2e                 | Jonas Vingegaard   | Danemark           | Visma-Lease a Bike         | + 4 min 24 s        |
| 3e                 | Florian Lipowitz   | Allemagne          | Red Bull-Bora-Hansgrohe    | + 11 min 9 s        |
| 4e                 | Oscar Onley        | Royaume-Uni        | Picnic-PostNL              | + 12 min 12 s       |
| 5e                 | Felix Gall         | Autriche           | Decathlon-AG2R La Mondiale | + 17 min 12 s       |
| 6e                 | Tobias Johannessen | Norvège            | Uno-X Mobility             | + 20 min 14 s       |
| 7e                 | Kévin Vauquelin    | France             | Arkéa-B&B Hotels           | + 22 min 35 s       |
| 8e                 | Primož Roglič      | Slovénie           | Red Bull-Bora-Hansgrohe    | + 25 min 30 s       |
| 9e                 | Ben Healy          | Irlande            | EF Education-EasyPost      | + 28 min 2 s        |
| 10e                | Jordan Jegat       | France             | TotalEnergies              | + 32 min 42 s       |
| modifier           |                    |                    |                            |                     |

| Classement par points | Classement par points | Classement par points | Classement par points | Classement par points |
| --------------------- | --------------------- | --------------------- | --------------------- | --------------------- |
|                       | Coureur               | Pays                  | Équipe                | Point(s)              |
| 1er                   | Jonathan Milan        | Italie                | Lidl-Trek             | 352 points            |
| 2e                    | Tadej Pogačar         | Slovénie              | UAE Emirates XRG      | 272 pts               |
| 3e                    | Biniam Girmay         | Érythrée              | Intermarché-Wanty     | 213 pts               |
| 4e                    | Jonas Vingegaard      | Danemark              | Visma-Lease a Bike    | 182 pts               |
| 5e                    | Anthony Turgis        | France                | TotalEnergies         | 169 pts               |
| 6e                    | Tim Merlier           | Belgique              | Soudal Quick-Step     | 156 pts               |
| 7e                    | Jonas Abrahamsen      | Norvège               | Uno-X Mobility        | 156 pts               |
| 8e                    | Quinn Simmons         | États-Unis            | Lidl-Trek             | 123 pts               |
| 9e                    | Kaden Groves          | Australie             | Alpecin-Deceuninck    | 119 pts               |
| 10e                   | Oscar Onley           | Belgique              | Picnic-PostNL         | 115 pts               |
| modifier              |                       |                       |                       |                       |

| Classement du meilleur grimpeur | Classement du meilleur grimpeur | Classement du meilleur grimpeur | Classement du meilleur grimpeur | Classement du meilleur grimpeur |
| ------------------------------- | ------------------------------- | ------------------------------- | ------------------------------- | ------------------------------- |
|                                 | Coureur                         | Pays                            | Équipe                          | Point(s)                        |
| 1er                             | Tadej Pogačar                   | Slovénie                        | UAE Emirates XRG                | 117 points                      |
| 2e                              | Jonas Vingegaard                | Danemark                        | Visma-Lease a Bike              | 104 pts                         |
| 3e                              | Lenny Martinez                  | France                          | Bahrain Victorious              | 97 pts                          |
| 4e                              | Thymen Arensman                 | Pays-Bas                        | Ineos Grenadiers                | 85 pts                          |
| 5e                              | Ben O'Connor                    | Australie                       | Jayco AlUla                     | 51 pts                          |
| 6e                              | Valentin Paret-Peintre          | France                          | Soudal Quick-Step               | 51 pts                          |
| 7e                              | Felix Gall                      | Autriche                        | Decathlon-AG2R La Mondiale      | 46 pts                          |
| 8e                              | Primož Roglič                   | Slovénie                        | Red Bull-Bora-Hansgrohe         | 43 pts                          |
| 9e                              | Oscar Onley                     | Royaume-Uni                     | Picnic-PostNL                   | 42 pts                          |
| 10e                             | Michael Woods                   | Canada                          | Israel-Premier Tech             | 38 pts                          |
| modifier                        |                                 |                                 |                                 |                                 |

| Classement général du meilleur jeune | Classement général du meilleur jeune | Classement général du meilleur jeune | Classement général du meilleur jeune | Classement général du meilleur jeune |
|                                      | Coureur                              | Pays                                 | Équipe                               | Temps                                |
| ------------------------------------ | ------------------------------------ | ------------------------------------ | ------------------------------------ | ------------------------------------ |
| 1er                                  | Florian Lipowitz                     | Allemagne                            | Red Bull-Bora-Hansgrohe              | en 74 h 6 min 8 s                    |
| 2e                                   | Oscar Onley                          | Royaume-Uni                          | Picnic-PostNL                        | + 1 min 3 s                          |
| 3e                                   | Kévin Vauquelin                      | France                               | Arkéa-B&B Hotels                     | + 11 min 26 s                        |
| 4e                                   | Ben Healy                            | Irlande                              | EF Education-EasyPost                | + 16 min 53 s                        |
| 5e                                   | Raúl García Pierna                   | Espagne                              | Arkéa-B&B Hotels                     | + 2 h 4 min 49 s                     |
| 6e                                   | Ilan Van Wilder                      | Belgique                             | Soudal Quick-Step                    | + 2 h 12 min 5 s                     |
| 7e                                   | Romain Grégoire                      | France                               | Groupama-FDJ                         | + 2 h 14 min 49 s                    |
| 8e                                   | Frank van den Broek                  | Pays-Bas                             | Picnic-PostNL                        | + 2 h 34 min 35 s                    |
| 9e                                   | Valentin Paret-Peintre               | France                               | Soudal Quick-Step                    | + 2 h 35 min 56 s                    |
| 10e                                  | Alex Baudin                          | France                               | EF Education-EasyPost                | + 2 h 45 min 6 s                     |
| modifier                             |                                      |                                      |                                      |                                      |

| Classement par équipes | Classement par équipes     | Classement par équipes | Classement par équipes |
|                        | Équipe                     | Pays                   | Temps                  |
| ---------------------- | -------------------------- | ---------------------- | ---------------------- |
| 1re                    | Visma-Lease a Bike         | Pays-Bas               | en 222 h 39 min 2 s    |
| 2e                     | UAE Emirates XRG           | Émirats arabes unis    | + 24 min 26 s          |
| 3e                     | Red Bull-Bora-Hansgrohe    | Allemagne              | + 1 h 24 min 56 s      |
| 4e                     | Arkéa-B&B Hotels           | France                 | + 2 h 10 min 52 s      |
| 5e                     | Decathlon-AG2R La Mondiale | France                 | + 2 h 14 min 15 s      |
| 6e                     | Ineos Grenadiers           | Royaume-Uni            | + 3 h 22 min 52 s      |
| 7e                     | Movistar                   | Espagne                | + 3 h 23 min 25 s      |
| 8e                     | XDS Astana                 | Kazakhstan             | + 3 h 23 min 59 s      |
| 9e                     | Picnic-PostNL              | Pays-Bas               | + 3 h 26 min 6 s       |
| 10e                    | EF Education-EasyPost      | États-Unis             | + 3 h 43 min 35 s      |
| modifier               |                            |                        |                        |

## Abandon
Un coureur a abandonné au cours de l'étape : 
- Yevgeniy Fedorov (XDS Astana), non partant ;